# NGC 3829
NGC 3829 is een balkspiraalstelsel in het sterrenbeeld Leeuw. Het hemelobject werd op 14 april 1789 ontdekt door de Duits-Britse astronoom William Herschel.

## Synoniemen
- UGC 6690
- MCG 9-19-164
- ZWG 268.74
- KUG 1140+529
- IRAS 11407+5259
- PGC 36439